# Dorcadion kagyzmanicum
Dorcadion kagyzmanicum là một loài bọ cánh cứng trong họ Cerambycidae.